# Zenon Jaskuła
Zenon Jaskuła (Gorzów Wielkopolski, 4 giugno 1962) è un ex ciclista su strada polacco, professionista dal 1990 al 1998.

## Carriera
Buon passista dotato anche di spunto in salita, passò al professionismo nel 1990. Balzò agli onori delle cronache nel 1993 quando, dopo aver vinto una tappa al Tour de France, conquistò il podio finale della corsa francese, primo corridore dell'est europeo a riuscirvi.
Nel suo palmarès figurano anche un Giro del Portogallo, un Trofeo dello Scalatore, un campionato nazionale su strada e due medaglie d'argento conquistate tra i dilettanti nella cronometro a squadre: una ai Giochi olimpici di Seoul del 1988 e l'altra ai mondiali 1989.

## Palmarès
- 1985

1ª tappa Circuit de la Sarthe
- 1986 (Dilettante)

Campionati polacchi, Prova a cronometro
Classifica generale Settimana Ciclistica Bergamasca
- 1987 (Dilettante)

Campionati polacchi, Prova a cronometro
- 1988 (Dilettante)

Campionati polacchi, Prova a cronometro
Classifica generale Trofeo CEE
- 1990

Campionati polacchi, Prova in linea
- 1992

12ª tappa Herald Sun Tour
13ª tappa Herald Sun Tour
- 1993

6ª tappa Tour de Suisse (Soletta > Bamberga, cronometro)
16ª tappa Tour de France (Andorra > Saint-Lary-Soulan)
- 1994

Trofeo dello Scalatore
- 1997

6ª tappa Giro del Portogallo (Portalegre, cronometro)
12ª tappa Giro del Portogallo
Classifica generale Giro del Portogallo

### Altri successi
- 1993

Mijl van Mares

## Piazzamenti

### Grandi Giri
- Giro d'Italia

1990: 20º
1991: 9º
1992: 17º
1993: 10º
1994: ritirato (10ª tappa)
1995: 38º
1996: 20º
- Tour de France

1992: ritirato (12ª tappa)
1993: 3º
1995: 46º
1996: ritirato (7ª tappa)
1997: 59º
- Vuelta a España

1990: ritirato (5ª tappa)
1994: ritirato (10ª tappa)

### Classiche monumento
- Milano-Sanremo

1990: 57º
1991: 92º
1992: 110º
1996: 96º
- Giro delle Fiandre

1990: 11º
- Parigi-Roubaix

1990: 73º
- Giro di Lombardia

1990: 29º
1991: 51º
1993: 74º
1994: 14º
1995: 17º

### Competizioni mondiali
- Campionati del mondo

Chambery 1989 - Cronosquadre Dilettanti: 2º
Utsunomiya 1990 - In linea: 24º
Stoccarda 1991 - In linea: ritirato
Oslo 1993 - In linea: ritirato
Palermo 1994 - Cronometro: 9º
Agrigento 1994 - In linea: 39º
Tunja 1995 - Cronometro: 7º
Duitama 1995 - In linea: 18º
San Sebastián 1997 - Cronometro: 9º
San Sebastián 1997 - In linea: 62º
- Giochi olimpici

Seul 1988 - Cronosquadre: 2º